# 黃廷才
黄廷才（？—？），號辛阳，南直隶凤阳府泗州人。明末政治人物。

## 生平
天啟七年（1627年）丁卯科應天乡试举人，崇祯十三年（1640年）庚辰科進士，工部观政，本年授广东南雄府推官。